# Литовський союз вчених

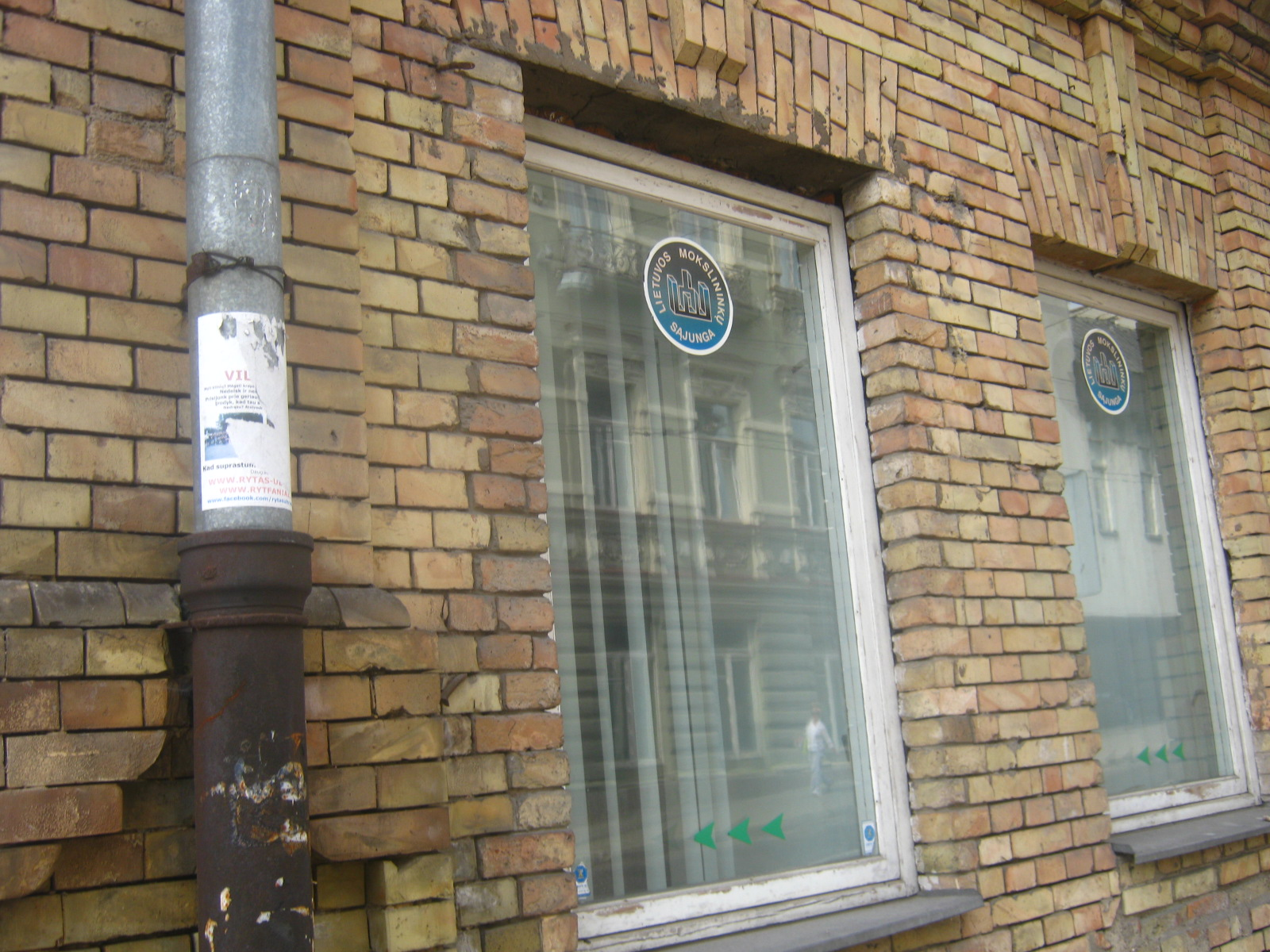
Литовський союз вчених

Литовський союз вчених (лит. Lietuvos mokslininkų sąjunga) — неурядова, творча асоціація вчених та їх організацій, заснована 7 жовтня 1989.
Штаб-квартира Союзу вчених Литви знаходиться у Вільнюсі. Емблемою Литовського союзу вчених є топологічні стовпи Гедіміна в колі з написом — Литовський союз вчених. Голова Литовського союзу вчених — професор Йонас Ясаїт.

## Історія
Литовський союз вчених був заснований коли Литва розвивала своє бачення демократичної держави, з'явилася можливість реформувати попередню наукову систему. Пошук і підтвердження передових організаційних принципів системи науки та навчання стало найважливішим напрямком діяльності нової організації.

## Діяльності
Найважливіші цілі Литовського союзу вчених:
- розробити фундаментальні та прикладні дослідження з урахуванням потреб литовської економіки та культури; об'єднати наукові сили науково-дослідних установ та організацій Литовської Республіки.
- брати участь в експертизі науки, державних цільових та інших програмах
- забезпечити раціональне фінансування та координацію роботи дослідників
- виявляти та пропагувати перспективні напрями науки, сприяти незалежному розвитку науки.
- дбати про вдосконалення професійної підготовки дослідників, підтримувати творчу діяльність молодих дослідників.
- сприяти передачі дослідникам найкращого світового досвіду.
- для захисту творчих та соціальних інтересів дослідників.
- підвищити самостійність та відповідальність науки, сформувати сприятливу громадську думку та підтримку методів наукових досліджень та прагнення до загального блага.

Усі дослідники, незалежно від їх спеціалізації, місця роботи, посади чи наукового звання, можуть брати участь у діяльності організації.
У 1995 році був створений Інститут Союзу вчених.
У Литовського союзу вчених є власний вебсайт [Архівовано 28 квітня 2020 у Wayback Machine.]. Керує ним Валентас Даньюнас, секцією наукових подій керує Еміліс Урба.

## Видавництво
Періодичні видання:
- Двотижнева наукова газета "Моксло Летува [Архівовано 24 лютого 2020 у Wayback Machine.]".

Електронні публікації:
- Інтернет Science News — це Інтернет-агентство [Архівовано 15 лютого 2012 у Wayback Machine.] з науковою інформацією та новинами.
- Антологія литовської класичної літератури [Архівовано 29 червня 2007 у Wayback Machine.] є частиною віртуальної бібліотеки класичної світової літератури, створеної з ініціативи ЮНЕСКО. Антологія литовської класичної літератури включає твори 64 литовських авторів від найдавніших документів до сучасної літератури.

## Структура
Литовський союз вчених складається з членів, які можуть бути фізичними та юридичними особами Литви та інших країн. Членами Спілки можуть бути вчені та інші наукові творці (особи, які займаються науковою роботою) та наукові організації. Членство не пов'язане з національністю, релігією, політичними поглядами. Документ, що підтверджує приналежність фізичної особи, є посвідченням члена Литовського союзу вчених.
Литовський союз вчених також складається з розділів. Підрозділи — це самостійні юридичні особи, утворені на основі професійного, територіального чи іншого соціального принципу. Інші литовські та споріднені дослідницькі організації також пропонують співпрацювати з Союзом дослідників Литви та сприяти досягненню його цілей. Голови всіх асоційованих членів Спілки колективних вчених Литви також є членами Союзної ради, найвищого колегіального керівного органу.
Наразі Литовський союз вчених об'єднує 23 юридично незалежні організації вчених та 5 груп Литовського союзу вчених. Зусиллями всіх своїх структурних підрозділів Литовський союз вчених організовує симпозіуми, конференції, організовує творчу співпрацю, громадські дискусії та співпрацює з науковцями та організаціями інших країн.